# Keplersche Gesetze
Die drei Keplerschen Gesetze sind die fundamentalen Aussagen über den Umlauf der Planeten um die Sonne. Der Mathematiker Johannes Kepler entdeckte sie Anfang des 17. Jahrhunderts, als er das kopernikanische System an die präzisen astronomischen Beobachtungen von Tycho Brahe anzupassen versuchte und dabei die Sonne als Bezugspunkt eines tatsächlich heliozentrischen Systems wählte. Ende des 17. Jahrhunderts leitete Isaac Newton die Keplerschen Gesetze in der von ihm begründeten klassischen Mechanik als exakte Lösung des zwischen Planet und Sonne bestehenden  Zweikörperproblems (Keplerproblem) her unter der Annahme, dass zwischen den beiden Körpern eine anziehende Kraft (Gravitationskraft) herrscht, die mit dem Quadrat des Abstands abnimmt.
Die Keplerschen Gesetze lauten:
Erstes Keplersches GesetzDie Bahn eines jeden Planeten ist eine Ellipse, wobei die Sonne in einem der beiden Brennpunkte steht.
Zweites Keplersches GesetzDie Geschwindigkeit der Planeten auf ihrer Bahnellipse ist nicht konstant, sondern variiert so, dass ein von der Sonne zum Planeten gezogener Fahrstrahl in gleichen Zeitabschnitten gleich große Flächen überstreicht.
Drittes Keplersches GesetzDie Quadrate der Umlaufzeiten je zweier Planeten verhalten sich zueinander wie die Kuben (die dritten Potenzen) der großen Halbachsen ihrer Bahnellipsen.
Die Keplerschen Gesetze gelten für die Planeten im Sonnensystem in guter Näherung. Die wahren Positionen am Himmel weichen meist weniger als eine Winkelminute (ca. 1/30 Vollmonddurchmesser) von den berechneten ab. Die Abweichungen werden als Bahnstörungen bezeichnet und beruhen vor allem darauf, dass die Planeten nicht nur durch die Sonne angezogen werden, sondern sich auch untereinander anziehen. Weitere sehr viel kleinere Korrekturen können mit Hilfe der Allgemeinen Relativitätstheorie berechnet werden.
Die von Kepler gefundenen Gesetze stellten bei der Überwindung der mittelalterlichen und der Begründung der neuzeitlichen Wissenschaft einen wesentlichen Schritt dar. Sie sind insbesondere von grundlegender Bedeutung in der Astronomie.

## Geschichte

### Keplers Ausgangspunkt

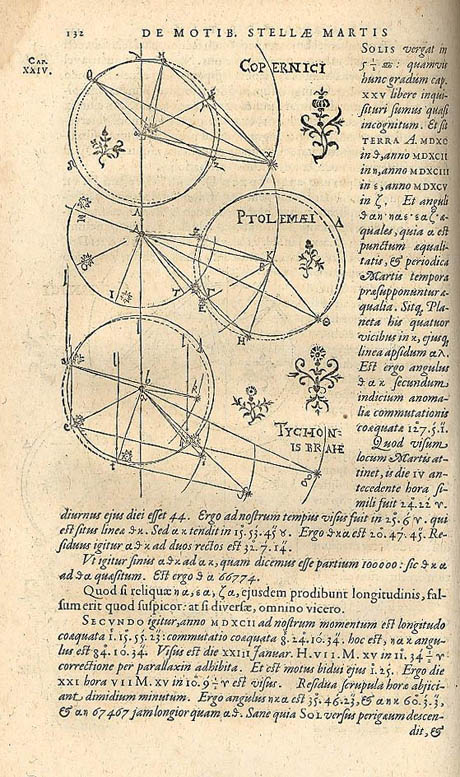
Schematische Darstellung der drei Weltmodelle für die Bewegung von Sonne, Erde und Mars vor Kepler (Astronomia nova)

Kepler ging vom heliozentrischen Weltbild nach Kopernikus (1543) aus, weil es konzeptionell einfacher war und mit weniger Parametern auskam als das geozentrische System von Ptolemäus, das seit ca. 150 n. Chr. vorherrschte, sowie das von Tycho Brahe 1588 vorgeschlagene tychonische Weltmodell. Dieses System ermöglichte auch weitergehende Fragestellungen, denn erstmals wurde hier, ohne weitere Hypothesen zu bemühen, die Größe aller Planetenbahnen im Verhältnis zur Größe der Erdbahn eindeutig festgelegt. Für diese Größenverhältnisse suchte Kepler sein Leben lang nach einer tieferen Erklärung. Weiter war damals klar geworden, dass die Planeten nicht von festen rotierenden Kristallsphären geführt und entlang ihrer Deferenten und Epizykel bewegt werden konnten, denn nach den Beobachtungen von Tycho Brahe hätte der Komet von 1577 mehrere solcher Schalen durchschlagen müssen. Offenbar fanden Kometen und Planeten selbstständig ihren Weg durch den Raum. Auch ihre Geschwindigkeiten, die sich aus der Größe ihrer Bahn und ihrer Umlaufzeit ermitteln ließen, standen zu den philosophisch begründeten Annahmen des ptolemäischen Systems im Gegensatz. Dass die Geschwindigkeiten längs der Bahn nicht konstant blieben, war zwar altbekannt, verlangte aber nun ebenso wie die Form der Bahnen nach einer neuen Erklärung. All dies bewog Kepler, in der Astronomie den entscheidenden Schritt zu machen, für die Planetenbewegung „physikalische“ Ursachen anzunehmen, also solche, die sich wie z. B. der Magnetismus schon beim Studium irdischer Bewegungen zeigten. Damit widersprach er der bis dahin sakrosankten aristotelischen Lehre, nach der es zwischen Himmel und Erde einen prinzipiellen Gegensatz gebe, und leistete einen bedeutenden Beitrag zur später so genannten kopernikanischen Wende.
Für die Bestimmung der tatsächlichen Planetenbahnen standen Kepler die Daten aus Tychos jahrzehntelangen Himmelsbeobachtungen (ca. 1560 bis 1601) zur Verfügung. Sie waren zum einen wesentlich genauer (Unsicherheit maximal ca. zwei Winkelminuten) als die – von Kopernikus noch benutzten – Daten des antiken Almagest. Zum anderen erstreckten sie sich erstmals über große Teile der Planetenbahnen, statt nur besondere Bahnpunkte wie z. B. die Opposition zur Sonne anzugeben. Bei der Auswertung folgte Kepler konsequent seiner neuen Leitidee, dass die physikalische Ursache der Planetenbewegungen in der Sonne liegt und nicht in dem fiktiven Punkt namens „mittlere Sonne“, der von Ptolemäus eingeführt und von Kopernikus in den ansonsten leeren Mittelpunkt desjenigen Kreises gesetzt worden war, den er der Mitte des Deferenten der Erde zugewiesen hatte. Dabei stellte Kepler sich vor, die wirkliche Sonne wirke auf die Planeten wie ein Magnet, und führte dieses Bild auch detailliert aus.
Bei seiner Arbeit betrat Kepler in einer zweiten Hinsicht Neuland. Er nahm – anders als alle früheren Astronomen – nicht die von den Philosophen seit Platon und Aristoteles gelehrte gleichförmige Kreisbewegung als erste Näherung an, der dann wegen der Abweichungen der beobachteten Planetenpositionen weitere gleichförmige Kreisbewegungen überlagert werden mussten (Epizykeltheorie). Vielmehr ermittelte er aus den Himmelsbeobachtungen zunächst die tatsächlichen Bahnen der Planeten und ihre Geschwindigkeiten, die längs der Bahnen variierten.
Zum Dritten ging Kepler auch bei der Publikation seiner Arbeiten neue Wege. Üblich war bei Astronomen bis dahin, dass sie abgeschlossene, systematisch geordnete Überlegungen veröffentlichten. Kepler hingegen veröffentlichte Schritt für Schritt den tatsächlichen Fortgang seiner jahrelangen Arbeit, einschließlich seiner zwischenzeitlichen Fehlschläge aufgrund von untauglichen Ansätzen (wie etwa eine ovale Form der Bahn). Im Jahr 1609 veröffentlichte er seine Ergebnisse unter dem bezeichnenden Titel Astronomia nova mit dem Zusatz „Neue Astronomie, ursächlich begründet, oder Physik des Himmels, […] nach Beobachtungen des Edelmanns Tycho Brahe“. Das Werk gipfelt in den beiden ersten Keplerschen Gesetzen, die für jede einzelne Planetenbahn gelten. Keplers tiefere Erklärung des gesamten Systems einschließlich der Größenverhältnisse der Planetenbahnen erschien 1619 unter dem Titel Harmonice mundi („Harmonien der Welt“). Darin findet sich – eher beiläufig – ein Satz, der die Daten der verschiedenen Planetenbahnen (Umlaufdauer und Bahndurchmesser) aufeinander bezieht und später als das dritte Keplersche Gesetz bekannt wurde.

### Keplers Vorgehensweise
Keplers erstes Ergebnis bei der Arbeit war, dass die Planetenpositionen im Zeitablauf weder in dem ptolemäischen noch in dem kopernikanischen System hinreichend genau wiedergegeben werden konnten, auch nicht nach Verbesserung einzelner Parameter, z. B. der durch Epizykel definierten Exzentrizitäten. Er benutzte diese Modelle aber weiter als Näherung, um aus Tychos Beobachtungen diejenigen auszuwählen, die für genauere Charakterisierung der Bahnen am geeignetsten waren. So fand er als erstes bedeutendes neues Ergebnis, dass Mars und Erde gegenüber den Fixsternen (mit hinreichender Genauigkeit) auf festen, geschlossenen Bahnen umlaufen, dass beide Bahnen in leicht gegeneinander geneigten Ebenen verlaufen, und dass die Sonne auf deren Schnittlinie liegt, also zu beiden Ebenen gehört.

Unterschiedliche lokale Bahngeschwindigkeiten der Ellipse (gelb) und der epizyklischen Bewegung (blau)

So konnte Kepler annehmen, dass der Mars, obwohl seine genaue Bahn noch unbekannt war, nach jedem seiner Umläufe um die Sonne wieder die gleiche Position im Weltraum einnimmt, auch wenn er von der Erde aus gesehen an verschiedenen Himmelspositionen erscheint, weil die Erde jedes Mal an einer anderen Stelle ihrer Bahn steht. Daraus bestimmte er die jeweilige Position der Erde mit ca. vierstelliger Genauigkeit. Auf dieser Basis wertete er die übrigen Beobachtungen des Mars aus, um dessen Bahn genauer zu bestimmen, die deutlicher von einer Kreisbahn abweicht als die Erdbahn. Als er nach vielen Fehlschlägen und langem Probieren den Maximalfehler bei der Position des Mars am Himmel nicht unter acht Winkelminuten (etwa 1/4 Vollmonddurchmesser) drücken konnte, nahm er einen weiteren Anlauf und fand – halbwegs zufällig –, dass die Marsbahn am besten durch eine Ellipse wiederzugeben ist, wobei die Sonne in einem ihrer Brennpunkte steht. Dieses Ergebnis bestätigte sich auch bei der Erdbahn, und es passte auch zu den anderen von Tycho beobachteten Planeten. Kepler war bekannt, dass auch eine ellipsenförmige Bahn exakt aus zwei Kreisbewegungen zusammengesetzt werden kann (siehe Epizykeltheorie), er beachtete diese Möglichkeit aber nicht weiter. Zur genauen Darstellung des Laufs der Planeten müssten diese Kreisbewegungen nämlich um ihre jeweiligen Mittelpunkte mit variabler Geschwindigkeit ablaufen, wofür kein physikalischer Grund ersichtlich sei:

„Kepler did not make use of the epicyclic generation of the ellipse because it does not agree with the natural causes which produce the ellipse […].“

„Kepler machte keinen Gebrauch von der epizyklischen Darstellung der Ellipse, weil sie nicht mit den natürlichen Ursachen übereinstimmt, die die Ellipse hervorbringen [...].“

Bei der anschließenden Suche nach dem Gesetz über den gesamten Aufbau des Sonnensystems, die wiederum etwa ein Jahrzehnt dauerte, verfolgte Kepler die Idee einer dem Schöpfungsplan zugrunde liegenden Harmonie. Diese sollte sich – wie im Fall der Harmonie in der Musik – in einfachen Zahlenbeziehungen auffinden lassen. Sein Ergebnis publizierte er 1619 als Harmonice mundi (‚Harmonien der Welt‘). Für die spätere Astronomie ist darin von bleibendem Wert nur die kurze Mitteilung (im 5. Buch des Werks), nach der (in modernen Worten) die Quadrate der Umlaufzeiten der Planeten im selben Verhältnis zueinander stehen wie die dritten Potenzen der großen Halbachsen ihrer Bahnellipsen. 
Kepler suchte nach einer physikalischen Erklärung, wie die Sonne auf die Planeten einwirken könne, um die beobachteten Bewegungen zu verursachen. Seine Überlegungen zu einer magnetischen Fernwirkung oder einer den Planeten innewohnenden Anima motrix blieben aber fruchtlos. 80 Jahre später konnte Isaac Newton nachweisen, dass die drei Keplerschen Gesetze die exakte Lösung für die Bewegung eines Körpers unter der Einwirkung einer Kraft nach dem Newtonschen Gravitationsgesetz wiedergeben. Dies gilt als ein bedeutender Schritt bei der Entwicklung der klassischen Mechanik und der modernen Naturwissenschaft insgesamt.

### Entwicklung des Geltungsbereichs
Kepler formulierte die Gesetze für die fünf Planeten, die ihm bekannt waren. Nach dem kosmologischen Prinzip wird aber angenommen, dass sie überall im Universum gültig sind. Das heliozentrische Sonnensystem ist der weitaus bedeutendste Anwendungsfall, daher werden die Keplerschen Gesetze in der Literatur häufig nur eingeschränkt für Umlaufbahnen um Planeten formuliert. Die Beobachtungen zeigen zwar kleine Abweichungen von meist weniger als 1' (Winkelminute), diese konnten aber im Rahmen der Newtonschen Gravitationstheorie durch die Anziehung anderer Planeten weitestgehend erklärt werden. Die Keplerschen Gesetze gelten ebenso für Monde, den Asteroidengürtel und die Oortsche Wolke, oder die Ringe des Jupiter und Saturn, für Sternhaufen wie auch für Objekte auf der Umlaufbahn um das Zentrum einer Galaxie, und für alle anderen Objekte im Weltall. Außerdem bilden sie die Basis der Raumfahrt und erklären die Bahnen der Satelliten. 
Bei weiter gesteigerter Messgenauigkeit und auch im kosmischen Maßstab beginnen sich aber relativistische Effekte auszuwirken, und die Differenzen zum Keplermodell dienen primär als Prüfkriterium für die entsprechenden moderneren Konzepte der Astrophysik. Die Periheldrehung des Merkur und die Bildungsmechanismen in Spiralgalaxien etwa lassen sich mit einem rein auf den Keplerschen Gesetzen beruhenden Modell nicht mehr stimmig nachvollziehen.

## Herleitung der Keplerschen Gesetze mit Newtons Gesetzen
Kepler suchte nach Gesetzen, die die beobachteten Planetenbewegungen empirisch beschrieben. Newton entdeckte 80 Jahre später das nach ihm benannte Gravitationsgesetz, aus dem er diese Gesetze theoretisch herleiten konnte. Demnach gelten die Keplerschen Gesetze ebenso für alle zentralsymmetrischen Kraftfelder, bei denen die Kraft proportional zum Quadrat des Abstandes von zwei Körpern abnimmt, also insbesondere auch für die elektrostatische Coulombkraft. 
In stark abgekürzter Weise können die Keplerschen Gesetze aus der Newtonschen Theorie der Bewegung so hergeleitet werden:
- Das erste Gesetz folgt aus der Clairautschen Gleichung,[7] die eine vollständige Lösung einer Bewegung in rotationssymmetrischen Kraftfeldern beschreibt.[8]
- Das zweite Gesetz ist eine geometrische Deutung der Drehimpulserhaltung.[9]
- Das dritte Gesetz folgt aus der Keplergleichung mittels Integration aus dem zweiten[10], alternativ folgt es mittels des Hodographen direkt aus den Newtonschen Gesetzen.[11] Zudem folgt es nach dem Prinzip der mechanischen Ähnlichkeit direkt aus dem invers-quadratischen Zusammenhang zwischen der Gravitationskraft und dem Abstand.[12]

### Erstes Keplersches Gesetz (Ellipsensatz)

Erstes Keplersches Gesetz – Umlaufbahn des Massepunktes m um das Schwerezentrum M. Der zweite geometrische Brennpunkt der elliptischen Flugbahn ist als roter Punkt dargestellt.

Die Umlaufbahn eines Trabanten um einen Stern ist eine raumfeste, ebene Ellipse, die einen ihrer Brennpunkte am Ort des Sterns hat.
Dieses Gesetz ergibt sich aus Newtons Gravitationsgesetz.
Die Energie eines Trabanten mit Masse {\displaystyle m} im Newtonschen Gravitationsfeld der Sonne mit Masse {\displaystyle M} ist in Kugelkoordinaten mit der Sonne bei {\displaystyle r=0}
{\displaystyle E=E_{\mathrm {kin} }+E_{\mathrm {pot} }={\frac {1}{2}}m({\dot {r}}^{2}+r^{2}{\dot {\phi }}^{2})-{\frac {GMm}{r}}.}
Mit Hilfe des Drehimpulses {\displaystyle L=mr^{2}d\phi /dt} und
{\displaystyle {\frac {dr}{dt}}={\frac {dr}{d\phi }}{\frac {d\phi }{dt}}\ \Rightarrow \ {\dot {r}}={\frac {dr}{d\phi }}{\dot {\phi }}}
lässt sich die Energiegleichung zu
{\displaystyle \left({\frac {dr}{d\phi }}\right)^{2}=2m{\frac {r^{4}}{L^{2}}}\left[E+{\frac {GMm}{r}}-{\frac {L^{2}}{2mr^{2}}}\right]}
umformen.
Diese Differentialgleichung wird mit dem Ansatz 
{\displaystyle r(\phi )={\frac {p}{1+\varepsilon \cdot \cos \phi }}}
gelöst, der die allgemeine Formel eines Kegelschnitts mit Parameter {\displaystyle p} und numerischer Exzentrizität {\displaystyle \varepsilon } darstellt. Dazu wird die Ableitung
{\displaystyle {\frac {dr}{d\phi }}={\frac {p\varepsilon \cdot \sin \phi }{(1+\varepsilon \cdot \cos \phi )^{2}}}={\frac {r^{2}\varepsilon \cdot \sin \phi }{p}}}
quadriert und daraus {\displaystyle \phi } eliminiert, was erneutes durch Einsetzen des umgestellten Ansatzes 
{\displaystyle \varepsilon \cdot \cos \phi ={\frac {p}{r}}-1}
gelingt. Es folgt
{\displaystyle \left({\frac {dr}{d\phi }}\right)^{2}={\frac {r^{4}\varepsilon ^{2}(1-\cos ^{2}\phi )}{p^{2}}}={\frac {r^{4}}{p^{2}}}\left(\varepsilon ^{2}-\left({\frac {p}{r}}-1\right)^{2}\right)={\frac {r^{4}}{p^{2}}}\left(\varepsilon ^{2}-1+{\frac {2p}{r}}-{\frac {p^{2}}{r^{2}}}\right)}
Daher ist die Energiegleichung erfüllt, wenn die beiden Parameter wie folgt festgelegt werden:
{\displaystyle p={\frac {({\frac {L}{m}})^{2}}{GM}}{\text{   und   }}\varepsilon ={\sqrt {1+{\frac {2{\frac {E}{m}}({\frac {L}{m}})^{2}}{G^{2}M^{2}}}}}}
Der Parameter {\displaystyle p} und die numerische Exzentrizität {\displaystyle \varepsilon } sind die Gestaltelemente der Bahn. Für den Fall {\displaystyle E<0}, also {\displaystyle 0<\varepsilon <1} gilt: Der durch  {\displaystyle r(\phi )} beschriebene Kegelschnitt ist eine Ellipse mit einem Brennpunkt bei {\displaystyle r=0}. Damit ist das erste Keplersche Gesetz hergeleitet. Die Ellipse besitzt folgende Eigenschaften:
| Große Halbachse                    | {\displaystyle a={\frac {p}{1-\varepsilon ^{2}}}}                                                              |
| Kleine Halbachse                   | {\displaystyle b={\frac {p}{\sqrt {1-\varepsilon ^{2}}}}}                                                      |
| Brennpunkte (in (x,y)-Koordinaten) | {\displaystyle F_{1}=(0,0)} {\displaystyle F_{2}=\left(-{\frac {2\varepsilon p}{1-\varepsilon ^{2}}},0\right)} |
| r minimal (Perizentrum)            | {\displaystyle P=\left({\frac {p}{1+\varepsilon }},0\right)}                                                   |
| r maximal (Apozentrum)             | {\displaystyle A=\left(-{\frac {p}{1-\varepsilon }},0\right)}                                                  |

In dieser Herleitung wurde zur Vereinfachung das Kraftzentrum – die Sonne – als ruhend angenommen. Für die genaue Herleitung aus der Newtonschen Mechanik müssen Trabant und Sonne als Zweikörpersystem behandelt werden. Bei ruhendem Massenmittelpunkt bewegen sich dann beide Körper. Aus dieser exakten Behandlung ergibt sich für die Bewegung der Körper relativ zueinander die gleiche Lösung wie oben, es muss nur die Masse {\displaystyle m} des Trabanten durch die reduzierte Masse {\displaystyle m/(1+m/M)} ersetzt werden. Es spielt auch keine Rolle, ob die Bahn vom Massenmittelpunkt, dem Baryzentrum, aus beschrieben wird statt von der Sonne aus. Nur die Bahnellipse schrumpft um denselben Faktor {\displaystyle 1/(1+m/M)}, der sich beim Erde-Sonne-System nur um 10−6 von 1 unterscheidet.
Ferner ist die obige Rechnung für eine anziehende Kraft formuliert worden. Für eine abstoßende Kraft wie z. B. zwischen zwei gleichnamigen elektrischen Ladungen muss nur das Vorzeichen von {\displaystyle M} bzw. {\displaystyle p} umgedreht werden.

### Zweites Keplersches Gesetz (Flächensatz)

Zweites Keplersches Gesetz – Elliptische Umlaufbahn (blau) eines Himmelskörpers um zwei Brennpunkte (schwarz) mit Schwerezentrum im linken Brennpunkt. Die beispielhaft ausgewählten blauen Flächen, werden aber vom Fahrstrahl des Himmelskörpers in gleichen Zeitdauern überstrichen.

In gleichen Zeiten überstreicht der Fahrstrahl gleiche Flächen.
Unter dem Fahrstrahl versteht man die Verbindungslinie zwischen dem Schwerpunkt eines Himmelskörpers, z. B. eines Planeten oder Mondes, und dem Gravizentrum, z. B. in erster Näherung der Sonne respektive des Planeten, um das er sich bewegt.

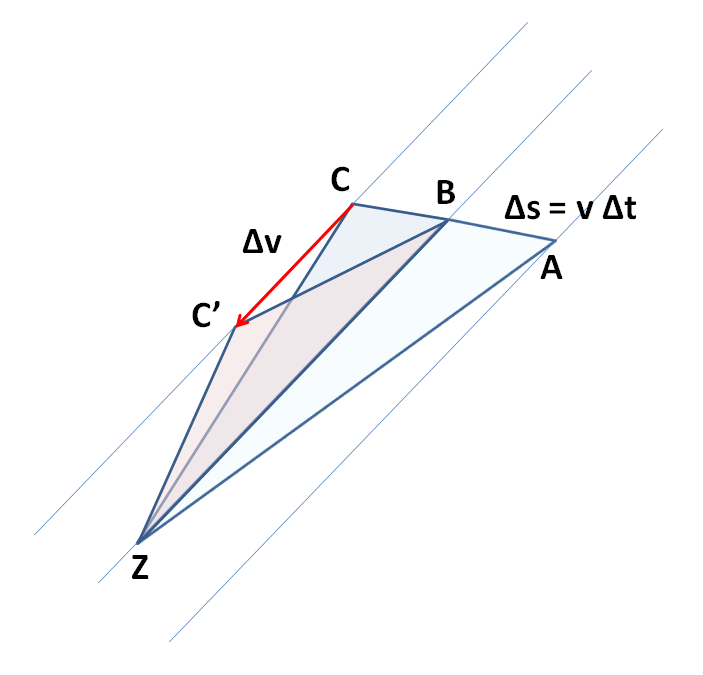
Illustration zur Herleitung des Flächensatzes aus einem kleinen Zeitschritt. Die drei Hilfslinien sind Parallelen in jeweils gleichem Abstand.

Eine einfache Herleitung ergibt sich, wenn man die Kraft als momentanen Kraftstoß nur jeweils am Ende eines kleinen Zeitraums, in dem der Fahrstrahl vorangekommen ist, einwirken lässt. Lässt man die Zeiträume infinitesimal kleiner werden, so erhält man die Bahnbewegung bei kontinuierlich einwirkender Kraft. In der Graphik rechts unten sei Z das Kraftzentrum. Der Trabant bewegt sich im Zeitabschnitt {\displaystyle \Delta t} zunächst von A nach B. Würde sich seine Geschwindigkeit nicht ändern, so würde er sich im nächsten Zeitschritt  {\displaystyle \Delta t} von B nach C bewegen. Da die beiden Dreiecke ZAB und ZBC die Seite ZB gemeinsam haben und zu dieser Seite auch eine gleich große Höhe (Projektion von AB bzw. BC auf die Normale zu ZB), beinhalten sie auch die gleiche Fläche. Wirkt nun im Punkt B eine Kraft in Richtung Z, so wird die Geschwindigkeit {\displaystyle v} um ein {\displaystyle \Delta v} abgelenkt, das parallel zur Strecke ZB ist. Statt bei C landet der Trabant also bei C’. Da auch die beiden Dreiecke ZBC und ZBC’ dieselbe Basis und die gleiche Höhe haben, ist auch ihre Fläche gleich. Damit gilt der Flächensatz für die beiden kleinen Zeitabschnitte der Länge {\displaystyle \Delta t}, und nach dem Grenzübergang {\displaystyle \Delta t\rightarrow 0} auch für die gekrümmte Bahnkurve.
Eine formelmäßige Herleitung geht von der in einem infinitesimalen Zeitschritt überstrichenen Fläche {\displaystyle F} aus:
{\displaystyle F(t,t+\mathrm {d} t)={\frac {1}{2}}|\mathrm {r} (t)\times \mathbf {\dot {r}} (t)\mathrm {d} t|={\frac {L}{2m}}\mathrm {d} t}.
Für eine Zentralkraft ist der Drehimpuls wegen
{\displaystyle \mathbf {\dot {L}} =m(\mathbf {\dot {r}} \times \mathbf {\dot {r}} +\mathbf {r} \times \mathbf {\ddot {r}} )=m\mathbf {r} \times \mathbf {\ddot {r}} =m\mathbf {r} \times f(r)\mathbf {r} =\mathbf {0} }
konstant. ({\displaystyle f(r)} ist ein beliebiges skalares Feld.) Das Flächenintegral ist somit gerade
{\displaystyle F(t_{0},t_{1})={\frac {1}{2}}\int _{t_{0}}^{t_{1}}|\mathbf {r} (t)\times \mathbf {\dot {r}} (t)|\,\mathrm {d} t={\frac {1}{2}}{\frac {L}{m}}\int _{t_{0}}^{t_{1}}\mathrm {d} t={\frac {L}{2m}}\,(t_{1}-t_{0})}.
Für gleiche Zeitdifferenzen {\displaystyle t_{1}-t_{0}} ist also die überstrichene Fläche gleich groß.
Das zweite Keplersche Gesetz definiert also sowohl die geometrische Grundlage einer astrometrischen Bahn (als Bahn in einer Ebene) als auch deren Bahndynamik (das zeitliche Verhalten). Kepler formulierte das Gesetz nur für den Umlauf der Planeten um die Sonne, es gilt aber auch auf nicht geschlossenen Bahnen. Das zweite Keplersche Gesetz ist im Gegensatz zu den anderen beiden Gesetzen nicht auf die {\displaystyle 1/r^{2}}-Kraft der Gravitation beschränkt (tatsächlich ging Kepler mit seiner Anima motrix auch von einer {\displaystyle 1/r}-Kraft aus), sondern gilt allgemein für alle Zentralkräfte und Bewegungen mit konstantem Drehimpuls. Kepler war lediglich an einer Beschreibung der Planetenbahnen interessiert, doch ist das zweite Gesetz bereits die erste Formulierung des Gesetzes, das wir heute als Drehimpulserhaltung kennen. Das zweite Keplersche Gesetz kann als spezielle Formulierung des Drehimpulssatzes gesehen werden (siehe auch Drallsatz #Flächensatz).
Das zweite Keplersche Gesetz hat zwei grundlegende Konsequenzen auch für die Bewegungsverhältnisse in Mehrkörpersystemen, sowohl für Sonnensysteme als auch für die Raumfahrt: Die Konstanz des Bahnnormalenvektors besagt, dass elementare Himmelsmechanik ein ebenes Problem ist. Tatsächlich ergeben sich auch hier Abweichungen durch die Volumina der Himmelskörper, sodass Masse außerhalb der Bahnebene liegt, und die Bahnebenen präzedieren (ihre Lage im Raum verändern). Daher liegen die Bahnen der Planeten nicht alle in einer Ebene (der idealen Sonnensystemebene, der Ekliptik), sie zeigen vielmehr eine Inklination und auch Periheldrehung, zudem schwankt auch die ekliptikale Breite der Sonne. Umgekehrt ist es verhältnismäßig leicht, einen Raumflugkörper in der Sonnensystemebene zu bewegen, aber enorm aufwändig, etwa eine Sonde über dem Nordpol der Sonne zu platzieren.
Die Konstanz der Flächengeschwindigkeit besagt, dass von einer gedachten Verbindungslinie zwischen dem Zentralkörper, genauer dem Schwerpunkt der beiden Himmelskörper, und einem Trabanten in gleichen Zeiten stets die gleiche Fläche überstrichen wird. Ein Körper bewegt sich also schneller, wenn er sich nahe an seinem Schwerezentrum befindet und umso langsamer, je weiter er davon entfernt ist. Dies gilt beispielsweise für den Lauf der Erde um die Sonne wie auch für den Lauf des Mondes oder eines Satelliten um die Erde. Eine Bahn stellt sich als dauerndes freies Fallen, nahes Vorbeischwingen um den Schwerpunkt, und Wiederaufsteigen zum fernsten Kulminationspunkt der Bahn dar: Der Körper wird immer schneller, hat im Perizentrum (zentrumsnächsten Punkt) die höchste Geschwindigkeit und wird ab dann immer langsamer bis zum Apozentrum (zentrumsfernsten Punkt), von dem aus er wieder beschleunigt. So gesehen ist die Keplerellipse ein Spezialfall des schiefen Wurfs, der sich in seiner Bahn schließt. Diese Überlegung spielt in der Raumfahrtphysik eine zentrale Rolle, wo es darum geht, mit einem passend gewählten Anfangsimpuls (durch den Start) eine geeignete Umlaufbahn zu erzeugen: Je kreisähnlicher die Bahn, desto gleichmäßiger die Umlaufgeschwindigkeit.

### Drittes Keplersches Gesetz

Darstellung der Beziehung zwischen Orbitalradius und Orbitalperiode

Die Quadrate der Umlaufzeiten {\displaystyle T_{1}} und {\displaystyle T_{2}} je zweier Trabanten um ein gemeinsames Zentrum sind proportional zu den dritten Potenzen der großen Halbachsen {\displaystyle a_{1}} und {\displaystyle a_{2}} ihrer Ellipsenbahnen.
oder
Die Quadrate der Umlaufzeiten stehen im gleichen Verhältnis wie die Kuben (dritten Potenzen) der großen Halbachsen:
{\displaystyle \left({\frac {T_{1}}{T_{2}}}\right)^{2}=\left({\frac {a_{1}}{a_{2}}}\right)^{3}} … drittes Keplersches Gesetz
Kepler verwendete für die halben Bahnachsen {\displaystyle a_{1,2}} die mittleren Entfernungen von der Sonne (im Sinne des Mittels von Periheldistanz und Apheldistanz).
{\displaystyle C={\frac {T^{2}}{a^{3}}}} … drittes Keplersches Gesetz, massenunabhängige Formulierung mit Kepler-Konstante der Zentralmasse (Gaußsche Gravitationskonstante des Sonnensystems)
In Kombination mit dem Gravitationsgesetz erhält das dritte Keplersche Gesetz für die Bewegung zweier Massen {\displaystyle M} und {\displaystyle m} die Form
{\displaystyle T^{2}={\frac {4\pi ^{2}}{G(M+m)}}\cdot a^{3}\approx {\frac {4\pi ^{2}}{GM}}\cdot a^{3}} … drittes Keplersches Gesetz, Formulierung mit zwei Massen
Dabei gilt die Näherung, wenn die Masse {\displaystyle m} vernachlässigbar klein im Vergleich zu {\displaystyle M} ist (etwa im Sonnensystem). Durch diese Form kann man etwa die Gesamtmasse von Doppelsternsystemen aus der Messung der Umlaufdauer und des Abstandes bestimmen.
Berücksichtigt man die unterschiedlichen Massen zweier Himmelskörper und obige Formel, so lautet eine exaktere Formulierung des dritten Keplerschen Gesetzes:
{\displaystyle \left({\frac {T_{1}}{T_{2}}}\right)^{2}=\left({\frac {a_{1}}{a_{2}}}\right)^{3}{\frac {M+m_{2}}{M+m_{1}}}} … drittes Keplersches Gesetz, Formulierung mit drei Massen
Offensichtlich gewinnt die Abweichung nur dann an Bedeutung, wenn beide Trabanten sich stark in ihren Massen unterscheiden und das Zentralobjekt eine Masse {\displaystyle M} hat, die von der eines der beiden Trabanten nicht stark abweicht.
Das dritte Keplersche Gesetz gilt dabei für alle Kräfte, die quadratisch mit dem Abstand abnehmen, wie man auch leicht aus der Skalenbetrachtung herleiten kann. In der Gleichung
{\displaystyle m{\frac {d^{2}r}{(dt)^{2}}}={\frac {GMm}{r^{2}}}}
taucht {\displaystyle r} in der dritten Potenz und {\displaystyle t} quadratisch auf. Unter einer Skalentransformation {\displaystyle r'=\alpha r,t'=\beta t} erhält man somit dieselbe Gleichung, wenn {\displaystyle \alpha ^{3}=\beta ^{2}} ist. Andererseits ist dadurch schnell erkennbar, dass das Analogon des dritten Keplerschen Gesetzes für geschlossene Bahnen in einem {\displaystyle 1/r^{k}}-Kraftfeld für beliebiges {\displaystyle k} gerade {\displaystyle (a_{1}/a_{2})^{k+1}=(T_{1}/T_{2})^{2}} lautet.